# Diócesis de Villa de la Concepción del Río Cuarto
La diócesis de Villa de la Concepción del Río Cuarto (en latín: Dioecesis Rivi Quarti Immaculatae Conceptionis) es una circunscripción eclesiástica de la Iglesia católica en Argentina. Se trata de una diócesis latina, sufragánea de la arquidiócesis de Córdoba. Desde el 4 de noviembre de 2014 su obispo es Adolfo Armando Uriona, de la Pequeña obra de la Divina Providencia.

## Territorio y organización

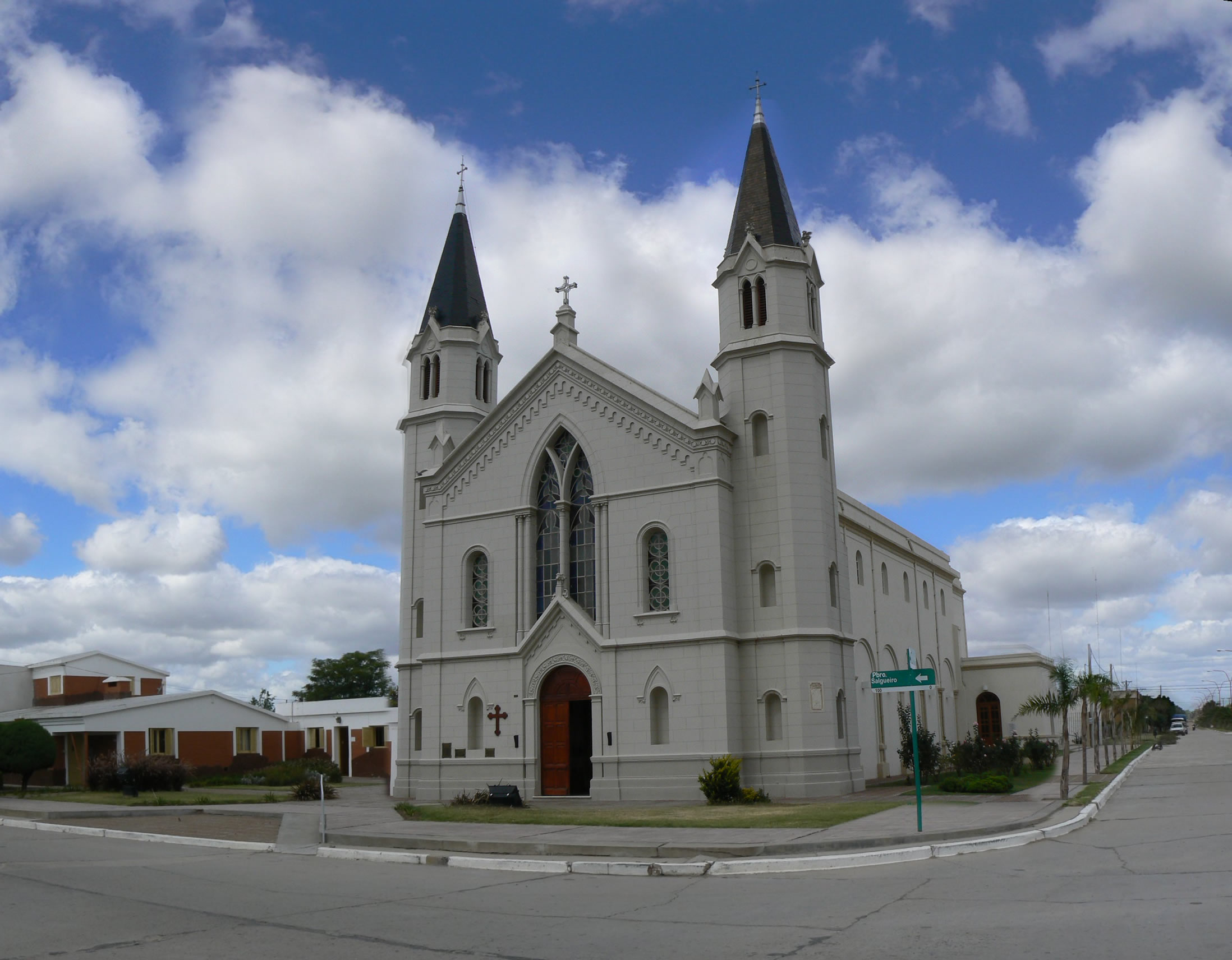
Parroquia Natividad de María, en Villa Huidobro

La diócesis tiene 58 519 km² y extiende su jurisdicción sobre los fieles católicos de rito latino residentes en la provincia de Córdoba en los departamentos de: General Roca, Juárez Celman, Presidente Roque Sáenz Peña, Río Cuarto y la parte de los departamentos de Marcos Juárez y de Unión que se extiende a sur de la línea ferroviaria entre Corral de Bustos y Pascanas.
La sede de la diócesis se encuentra en la ciudad de Río Cuarto, en donde se halla la Catedral de la Inmaculada Concepción.
En 2020 en la diócesis existían 52 parroquias agrupadas en 8 decanatos:
Decanato Inmaculada Concepción
- Catedral Inmaculada Concepción (en Río Cuarto)
- Nuestra Señora de Luján y San Martín de Porres (en Río Cuarto)
- Nuestra Señora del Rosario de Fátima (en Río Cuarto)
- Sagrados Corazones de Jesús y María (en Río Cuarto)
- Santa Rosa de Lima (en Río Cuarto)

Decanato La Merced
- Nuestra Señora de la Merced (en Río Cuarto)
- Jesús Resucitado y Nuestra Señora del Rosario (en Río Cuarto)
- Espíritu Santo (en Río Cuarto)
- Cristo Obrero y Santa María Desatadora de Nudos (en Río Cuarto)
- María Madre de la Iglesia y San Pantaleón (en Río Cuarto)
- Nuestra Señora de la Medalla Milagrosa (en Las Higueras).

Decanato San Cayetano
- San Cayetano (en Río Cuarto)
- Santa Lucía (en Río Cuarto)
- Santa Teresa del Niño Jesús (en Río Cuarto)
- San Roque (en Río Cuarto)
- Santa María Teresa Goretti (en Río Cuarto)
- Santa Catalina de Siena (en Holmberg)

Decanato Canals
- La Anunciación y Santo Cristo (en Canals)
- San Antonio de Padua (en Isla Verde)
- Nuestra Señora de la Merced (en Monte Maíz)
- Nuestra Señora del Rosario (en Corral de Bustos)
- Natividad de María Santísima (en Guatimozín)
- Nuestra Señora de la Asunción (en Laborde)
- San José (en Alejo Ledesma)
- Santa Rosa de Lima e Inmaculada Concepción (en Arias)
- Santa Isabel de Hungría (en La Cesira).

Decanato Tegua
- San José (en General Cabrera)
- La Asunción de María Santísima (en Elena)
- Sagrado Corazón de Jesús (en Berrotarán)
- Nuestra Señora de la Asunción (en General Deheza)
- San José de Tegua (en Alcira Gigena)

Decanato Laboulaye
- Natividad de María (en Villa Huidobro)
- Nuestra Señora del Carmen (en Huinca Renancó)
- San José (en Buchardo)
- Asunción de la Santísima Virgen (en Serrano)
- Jesús Redentor (en Laboulaye)
- Santa Rosa de Lima (en General Levalle)
- San Andrés Apóstol (en Jovita)
- San José (en Vicuña Mackenna)
- Sagrado Corazón de Jesús y Virgen del Rosario de San Nicolás (en Del Campillo)
- Sagrado Corazón de Jesús (en Villa Valeria)

Decanato La Carlota
- Señor de la Buena Muerte (en Reducción)
- Nuestra Señora de la Merced (en La Carlota)
- Nuestra Señora del Carmen (en Pascanas)
- Nuestra Señora del Rosario (en Ucacha)
- Nuestra Señora de la Asunción (en Alejandro Roca)

Decanato Sampacho
- Nuestra Señora de la Consolata (en Sampacho)
- Nuestra Señora de la Merced (en Adelia María)
- San Basilio (San Basilio)
- Santa Rosa de Lima (en Las Vertientes)
- María Auxiliadora (en Coronel Moldes)
- Nuestra Señora de la Merced (en Achiras)

## Historia
La diócesis de Río Cuarto fue erigida el 20 de abril de 1934 con la bula Nobilis Argentinae nationis del papa Pío XI, obteniendo el territorio de la arquidiócesis de Córdoba.

Apostolicae potestatis plenitudine, ea quae sequuntur statuimus ac decernimus: Decem novas dioeceses in Republica Argentina erigimus et constituimus, scilicet: (...) de Rio Cuarto (...) Dioecesis de Rio Cuarto has complectatur paroecias, quas a dioecesi Cordubensi separamus: La Inmaculada, N. S. de las Mercedes, Gigena, Moldes, Sampacho, Berrotarán, Makenna, La Carlota, Reducción, Laboulaye, Ucacha, Lavalle, Serrano, Villa Huidobro, Jovita, Corral Bustos, Isla Verde, Laborde. Sedem vero episcopalem in Rio Cuarto urbe et cathedram in ecclesia B. M. V. Immaculatae Conceptionis fìgimus.
Parte de la bula Nobilis Argentinae nationis

El 12 de julio de 1995 asumió su nombre actual.

## Estadísticas
Según el Anuario Pontificio 2021 la diócesis tenía a fines de 2020 un total de 476 200 fieles bautizados.
| Año                                                                             | Población            | Población | Población      | Sacerdotes | Sacerdotes    | Sacerdotes    | Bautizados por sacerdote | Diáconos permanentes | Religiosos | Religiosos | Parroquias |
| Año                                                                             | Bautizados católicos | Total     | % de católicos | Total      | Clero secular | Clero regular | Bautizados por sacerdote | Diáconos permanentes | Varones    | Mujeres    | Parroquias |
| ------------------------------------------------------------------------------- | -------------------- | --------- | -------------- | ---------- | ------------- | ------------- | ------------------------ | -------------------- | ---------- | ---------- | ---------- |
| 1950                                                                            | 295 000              | 300 000   | 98.3           | 67         | 31            | 36            | 4402                     |                      | 81         | 137        | 25         |
| 1965                                                                            | 325 000              | 360 000   | 90.3           | 87         | 47            | 40            | 3735                     |                      | 53         | 200        | 42         |
| 1970                                                                            | 310 000              | 350 000   | 88.6           | 82         | 48            | 34            | 3780                     |                      | 41         | 151        | 43         |
| 1976                                                                            | 323 000              | 380 000   | 85.0           | 75         | 45            | 30            | 4306                     |                      | 40         | 80         | 44         |
| 1980                                                                            | 444 000              | 462 000   | 96.1           | 70         | 46            | 24            | 6342                     |                      | 27         | 104        | 46         |
| 1990                                                                            | 519 000              | 546 000   | 95.1           | 74         | 56            | 18            | 7013                     | 5                    | 20         | 64         | 46         |
| 1999                                                                            | 394 700              | 415 000   | 95.1           | 91         | 80            | 11            | 4337                     | 17                   | 24         | 78         | 47         |
| 2000                                                                            | 394 700              | 415 000   | 95.1           | 91         | 77            | 14            | 4337                     | 17                   | 23         | 77         | 47         |
| 2001                                                                            | 399 000              | 416 000   | 95.9           | 95         | 80            | 15            | 4200                     | 18                   | 19         | 70         | 48         |
| 2002                                                                            | 403 000              | 420 000   | 96.0           | 93         | 80            | 13            | 4333                     | 17                   | 17         | 75         | 48         |
| 2003                                                                            | 417 050              | 439 008   | 95.0           | 95         | 83            | 12            | 4390                     | 17                   | 16         | 73         | 48         |
| 2004                                                                            | 391 400              | 412 000   | 95.0           | 91         | 81            | 10            | 4301                     | 17                   | 12         | 63         | 48         |
| 2010                                                                            | 427 000              | 453 000   | 94.3           | 94         | 84            | 10            | 4542                     | 10                   | 25         | 69         | 52         |
| 2014                                                                            | 447 000              | 470 000   | 95.1           | 100        | 87            | 13            | 4470                     | 12                   | 20         | 51         | 52         |
| 2017                                                                            | 462 000              | 485 000   | 95.3           | 94         | 83            | 11            | 4914                     | 13                   | 14         | 53         | 52         |
| 2020                                                                            | 476 200              | 499 800   | 95.3           | 89         | 78            | 11            | 5350                     | 21                   | 14         | 42         | 52         |
| Fuente: Catholic-Hierarchy, que a su vez toma los datos del Anuario Pontificio. |                      |           |                |            |               |               |                          |                      |            |            |            |

## Episcopologio
- Leopoldo Buteler † (13 de septiembre de 1934-22 de julio de 1961 falleció)
- Moisés Julio Blanchoud † (6 de septiembre de 1962-7 de enero de 1984 nombrado arzobispo de Salta)
- Adolfo Roque Esteban Arana † (6 de agosto de 1984-22 de abril de 1992 retirado)
- Ramón Artemio Staffolani † (22 de abril de 1992 por sucesión-21 de febrero de 2006 retirado)
- Eduardo Eliseo Martín (21 de febrero de 2006-4 de julio de 2014 nombrado arzobispo de Rosario)
- Adolfo Armando Uriona, F.D.P., desde el 4 de noviembre de 2014

## Galería

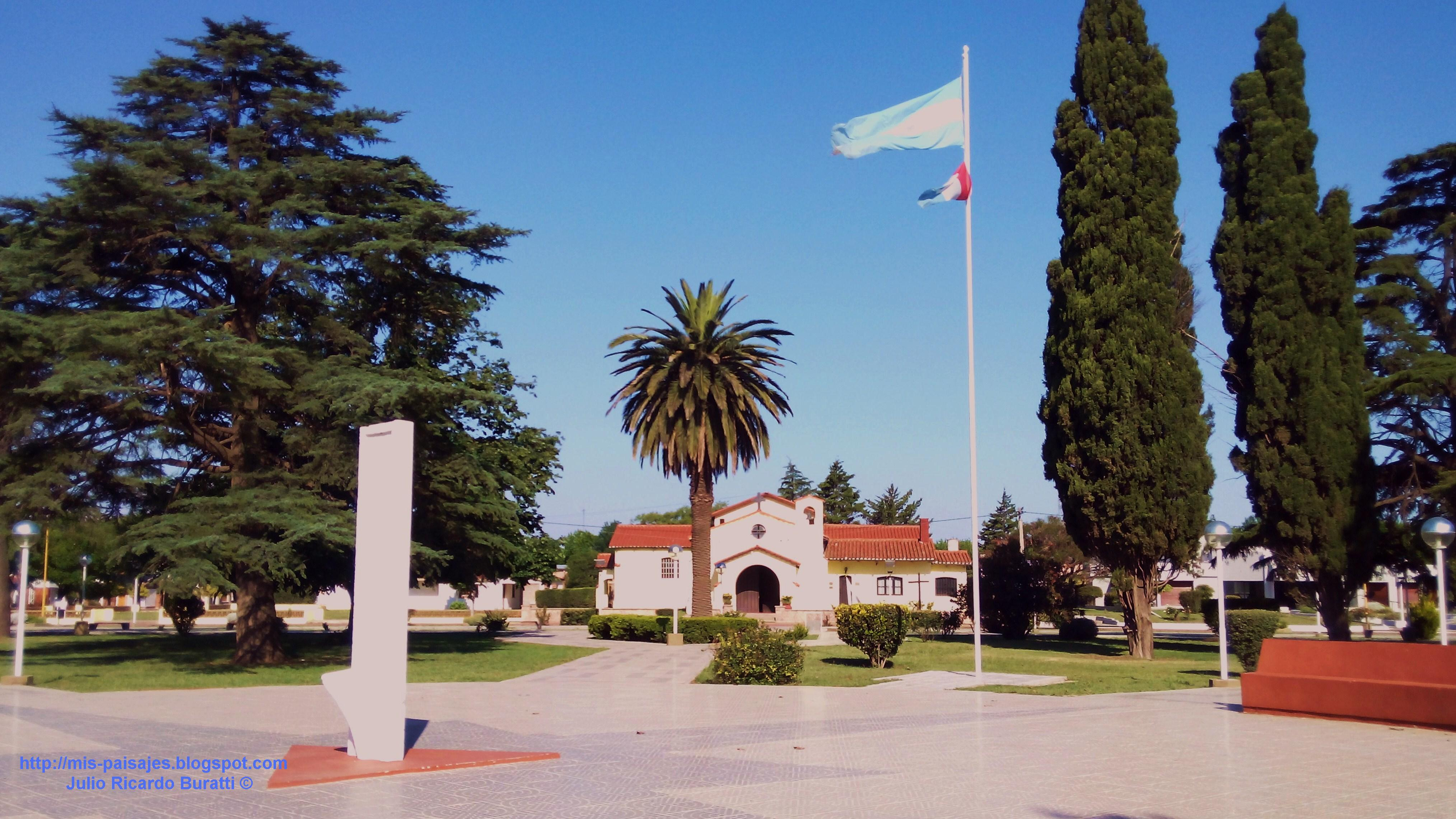
Parroquia de Carnerillo
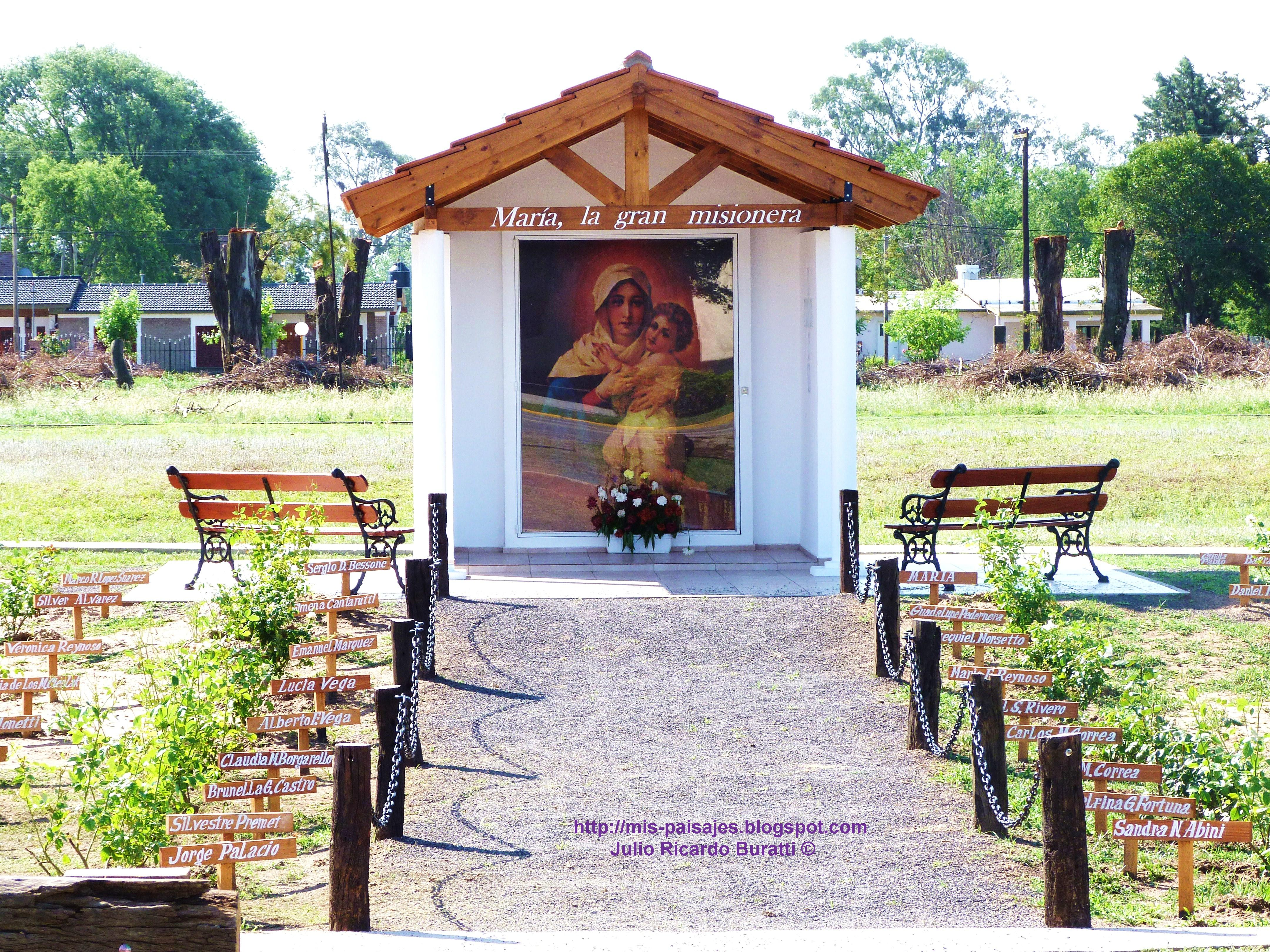
Ermita La Gran Misionera Virgen de Schoenstastt, Carnerillo
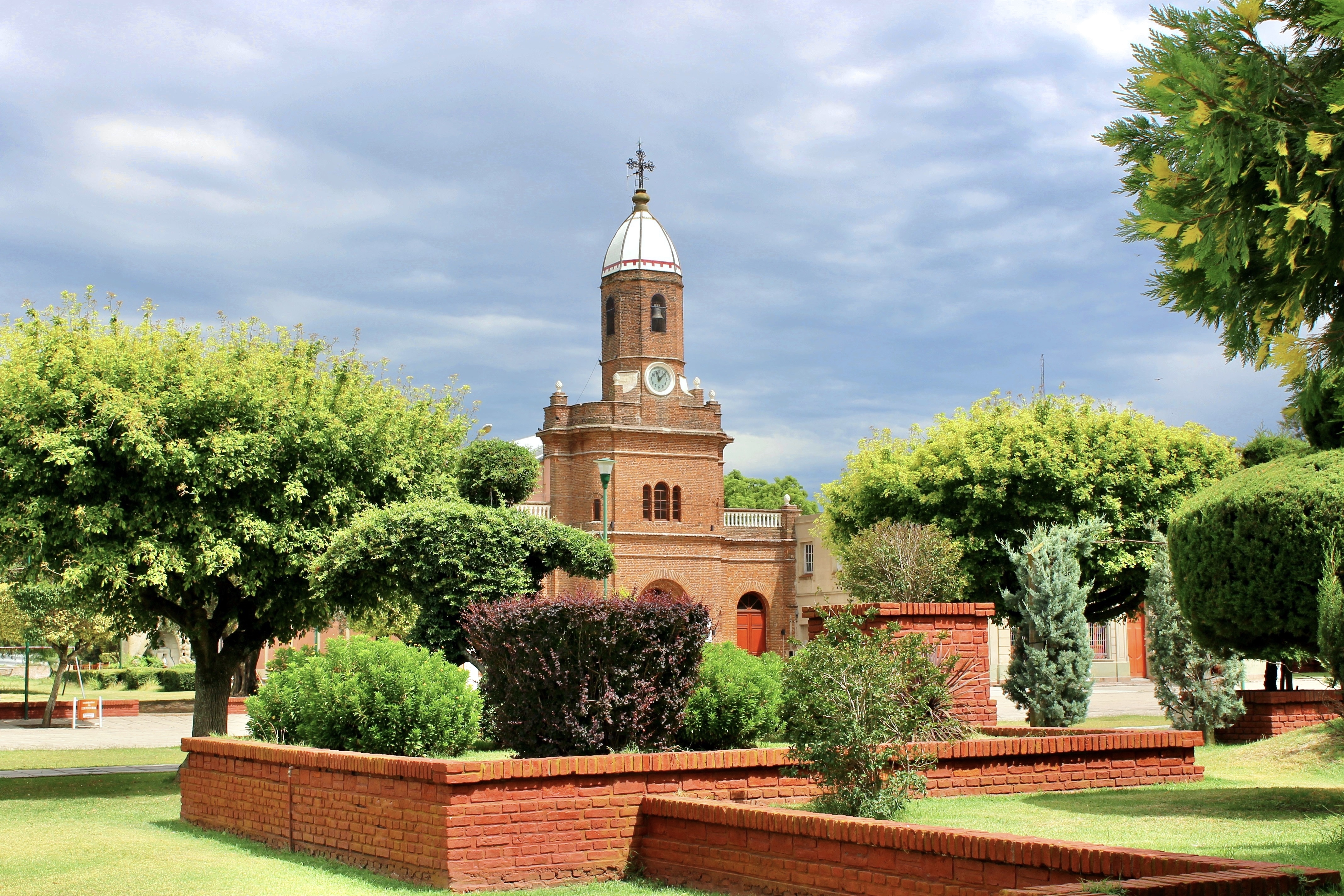
Iglesia de Villa Reducción
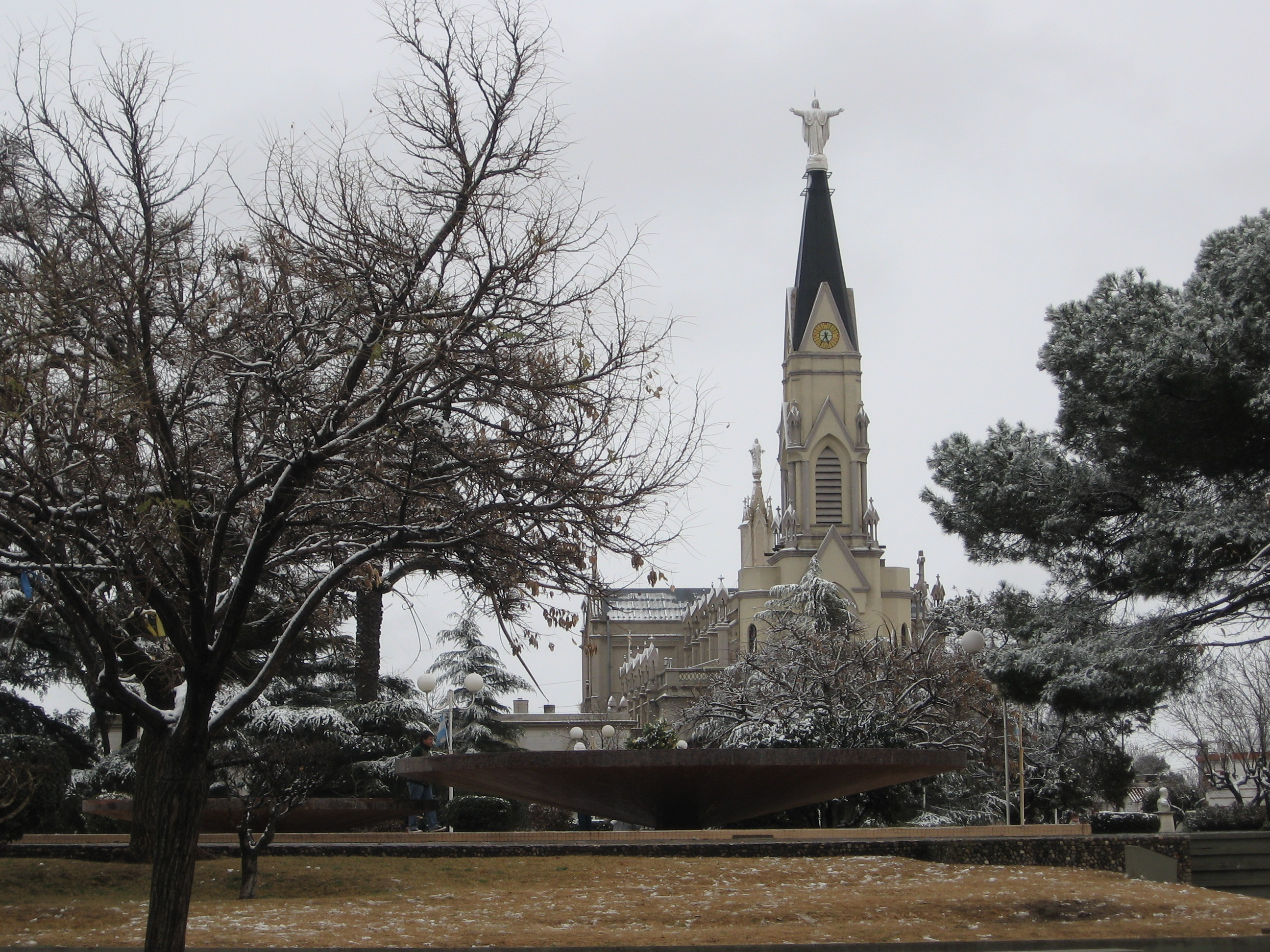
Iglesia de Laboulaye
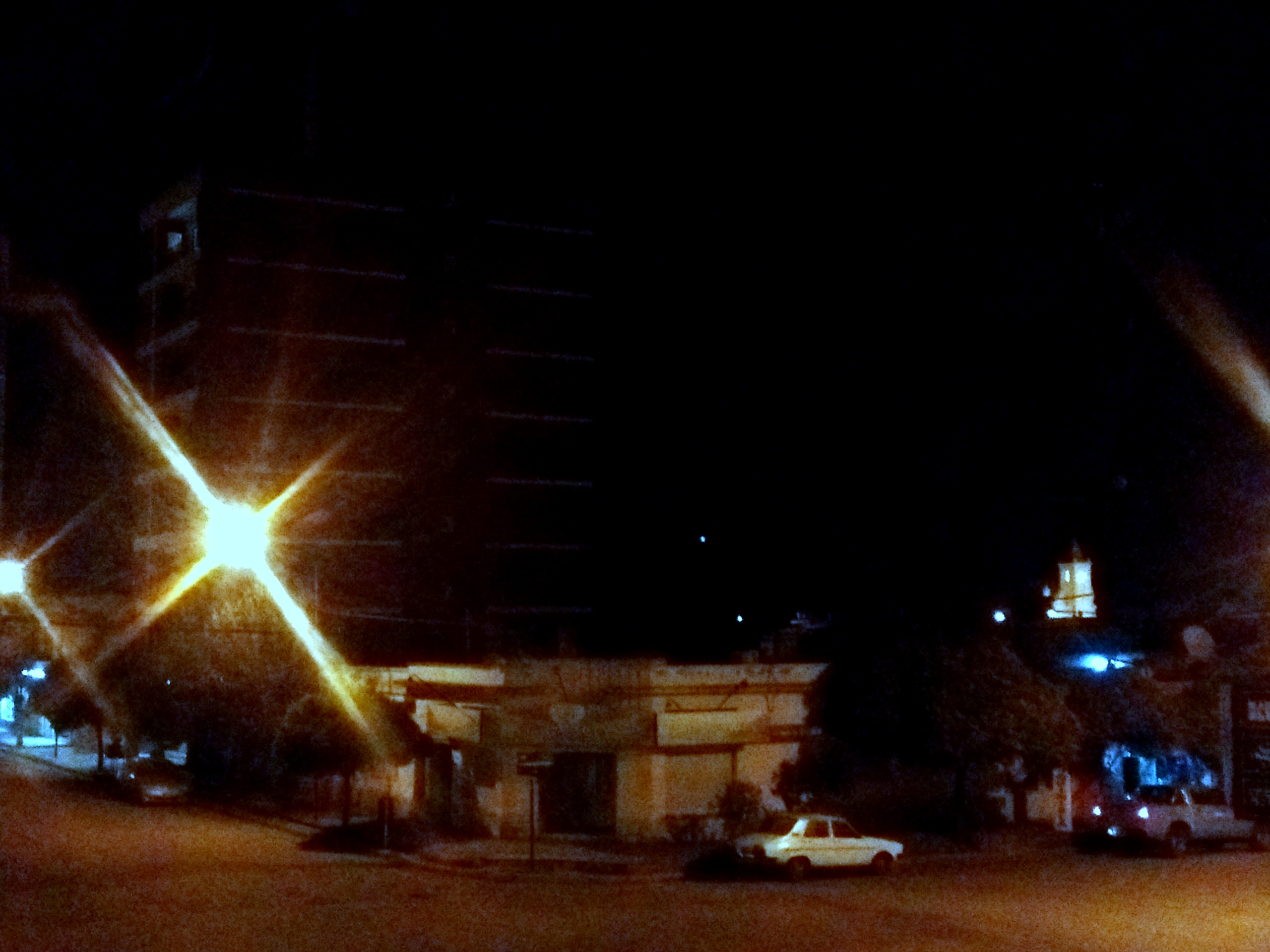
Iluminación nocturna de la iglesia católica de Berrotarán
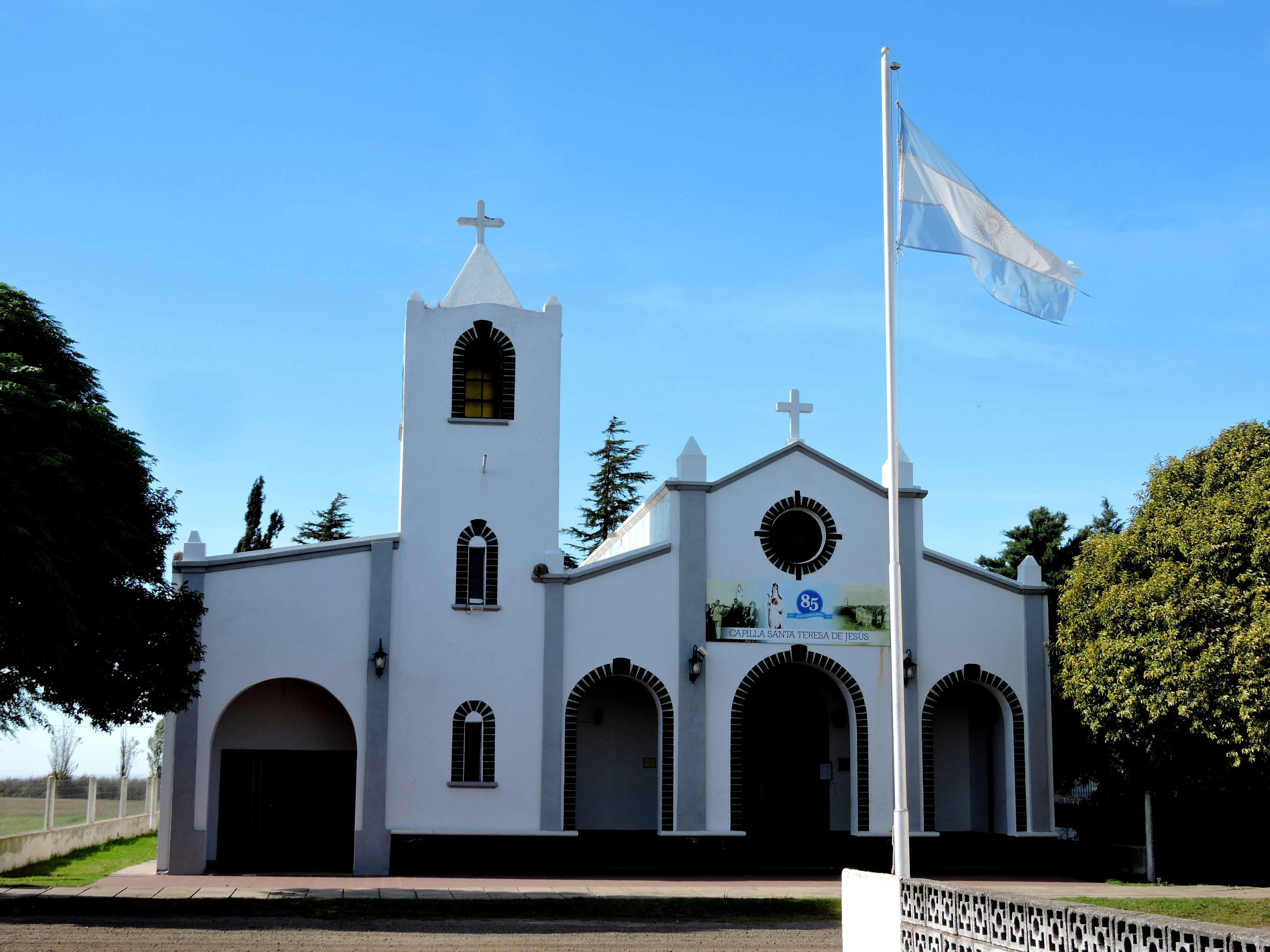
Capilla Santa Teresa de Chucul